# Union City (Ohio)
Union City – wieś w Stanach Zjednoczonych, w stanie Ohio, w hrabstwie Darke.